# バダホス
バダホス（西: Badajoz）は、スペイン・エストレマドゥーラ州バダホス県のムニシピオ（基礎自治体）。バダホス県の県都である。ポルトガルとの国境に位置し、グアディアーナ川の左岸に面する。2020年時点の人口は150,984人。

## 地理
バダホスはイベリア半島の南西部にあり、グアディアーナ川の河岸に位置している。市街地の標高は184 mである。主要都市からの距離は、メリダから61 km、カセレスから89km、セビリアから217 km、ポルトガルの首都リスボンから227 km、スペインの首都マドリードから406 kmである。
ムーア人の城であるアルカサバ・デ・バダホス遺跡を頂く高台に築かれ、グアディアーナ川を見おろす位置にある。城のある丘とサン・クリストバルの要塞の間を流れる川には、花崗岩の橋がかけられている。1238年に建設されたバダホス・カテドラルも要塞のような姿をしている。バダホスには司教座が置かれている。

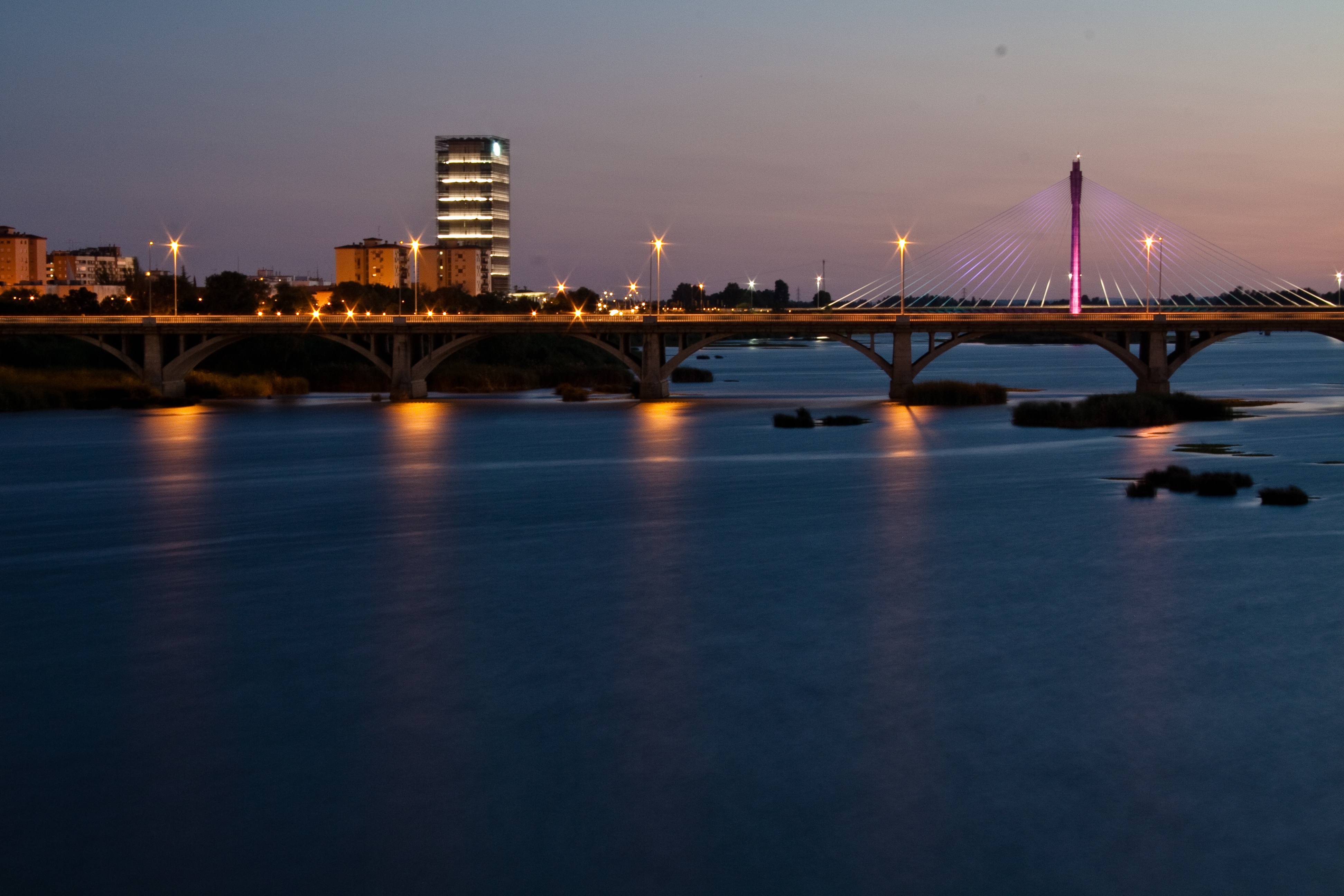
バダホスを流れるグアディアーナ川

## 歴史

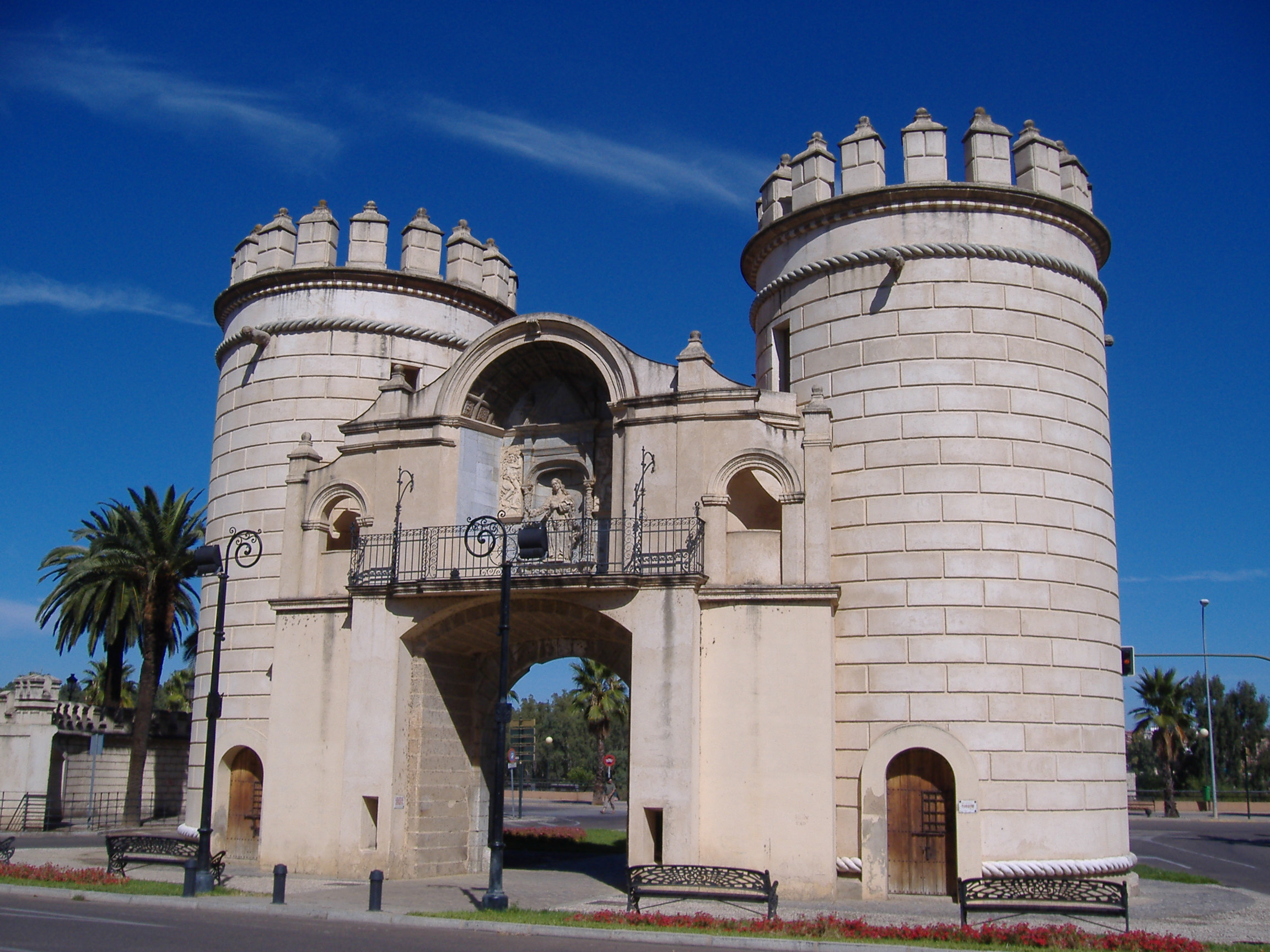
パルマス門

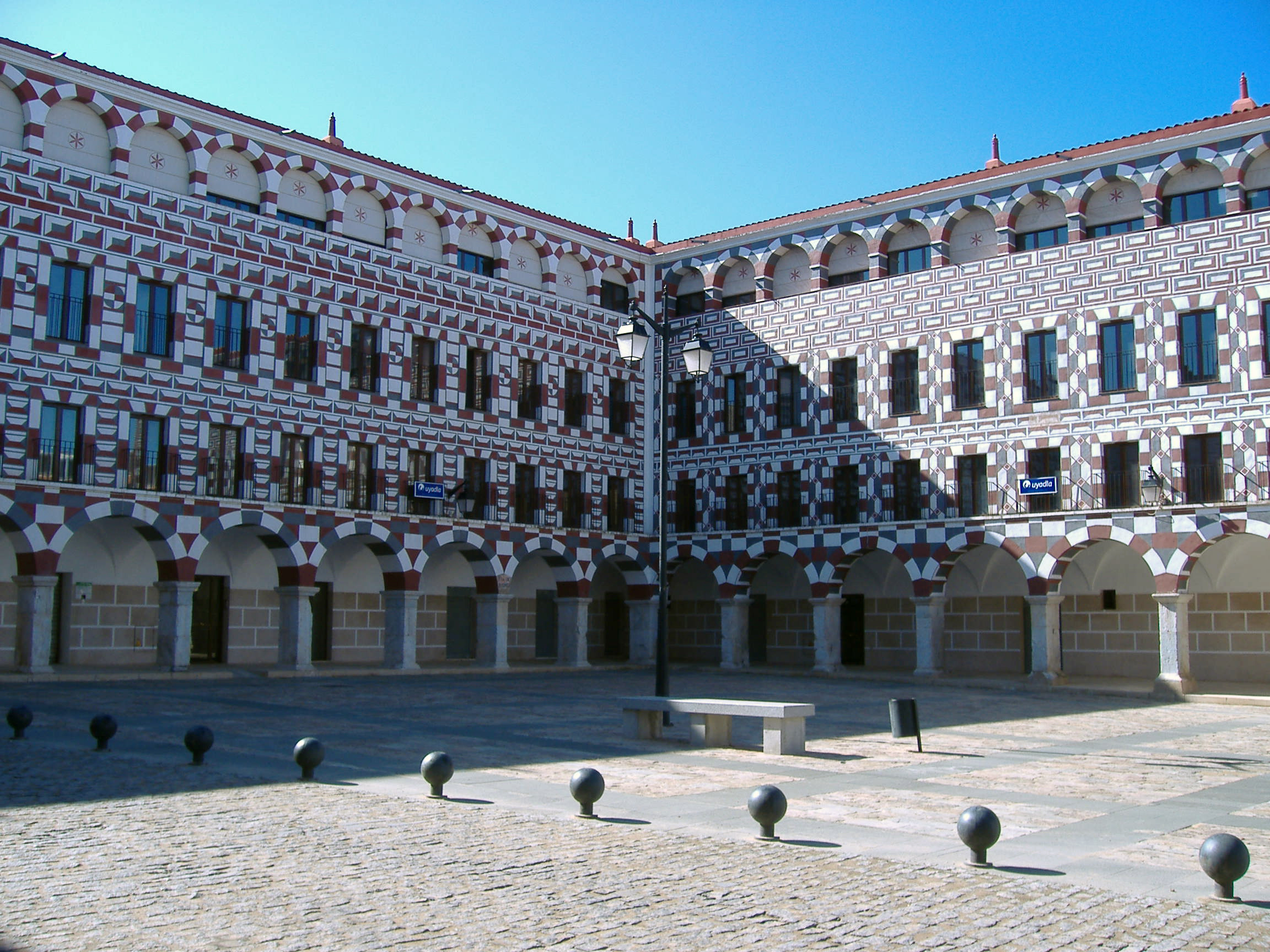
アルタ広場

バダホスには先史時代から人類が住んでいた。875年に後ウマイヤ朝の軍人で反乱を起こしたイブン・マルワンによって町が築かれた。1031年には、タイファの1つバダホス王国の首都となった。1168年に短期間ポルトガルに支配された後に独立を保ち、1229年にアルフォンソ9世に奪われた。
この都市は、国境の要塞として、何度も包囲攻撃を受けてきた。
1660年にはポルトガルに、1705年にはスペイン継承戦争の同盟国に攻囲された。スペイン独立戦争では1808年と1809年にフランス軍に攻撃されたものの、この時には持ちこたえた。しかし1811年3月10日にはスールト元帥のフランス軍に降伏した。この時はウィリアム・ベレスフォードの率いるイギリス軍がバダホスを奪還しようとし、5月16日にアルブエラの戦いで救援軍を破ったが、6月には攻囲は放棄された。
1801年4月、ナポレオン率いるフランスが、ポルトガルに対し大規模な領土割譲とイギリス商船の締め出しを要求して戦争が始まる（オレンジ戦争）。ポルトガルが事実上敗北、同年6月、当地にて講和条約が結ばれバダホス条約と呼ばれるようになった。
1812年にアーサー・ウェルズリー（後の初代ウェリントン公爵）は、フランスの部隊5000名を擁するバダホスの奪還を試みた。3月16日にバダホスの戦いが開始され、4月始めには市壁に3つの突破口が開かれた。4月6日、イギリス軍2個師団がこの突破口から急襲した。この攻撃は5時間にわたって続けられたものの、損害が大きく何度も押し戻された。5000名の死傷者を出してウェリントン公はバダホスを占領した。
1883年8月、軍と共和派による反乱がバダホスで起こったもののこれは失敗に終わった。
1930年代後半のスペイン内戦の際には、1936年にバダホスの戦いが行われ、反政府勢力であったフランシスコ・フランコ軍が勝利した。共和派の多くが闘牛場で処刑された。

## 人口
| バダホスの人口推移 1900－2010                           |
|                                                         |
| 出典:INE（スペイン国立統計局）1900年 - 1991年、1996年 - |

## 政治
自治体首長はエストレマドゥーラ国民党（Partido Popular de Extremadura）のフランシスコ・ハビエル・マルティネス（Francisco Javier Fragoso Martínez）で、自治体評議員は、エストレマドゥーラ国民党：17、エストレマドゥーラ社会労働党（Partido Socialista Obrero Español de Extremadura）：8、IU-V-SIEX：2となっている（2011年5月22日の自治体選挙結果、得票順）。
| 1999年6月13日自治体選挙 |        |        |          |
| 政党                    | 得票数 | 得票率 | 獲得議席 |
| PP                      | 36,970 | 56.38% | 16       |
| PSOE                    | 20,760 | 31.66% | 9        |
| IU-CE                   | 4,778  | 7.29%  | 2        |
| LV                      | 628    | 0.96%  | 0        |
| PREX-CREX               | 539    | 0.82%  | 0        |
| SIEX                    | 412    | 0.63%  | 0        |
| EU                      | 327    | 0.50%  | 0        |
| PH                      | 92     | 0.14%  | 0        |

| 2003年5月25日自治体選挙 |        |        |          |
| 政党                    | 得票数 | 得票率 | 獲得議席 |
| PP                      | 37,092 | 53.68% | 15       |
| PSOE                    | 25,566 | 37.00% | 11       |
| IU-SIEX                 | 3,495  | 5.06%  | 1        |
| LV                      | 1,069  | 1.55%  | 0        |
| EU                      | 470    | 0.68%  | 0        |
| PH                      | 133    | 0.19%  | 0        |
| DN                      | 129    | 0.19%  | 0        |

| 2007年5月27日自治体選挙 |        |        |          |
| 政党                    | 得票数 | 得票率 | 獲得議席 |
| PP-EU                   | 33,937 | 49.59% | 15       |
| PSOE                    | 25,958 | 37.93% | 11       |
| IU                      | 3,601  | 5.26%  | 1        |
| BT                      | 2,755  | 4.03%  | 0        |
| LVE                     | 764    | 1.12%  | 0        |
| PH                      | 150    | 0.22%  | 0        |

| 2011年5月22日自治体選挙 |        |        |          |
| 政党                    | 得票数 | 得票率 | 獲得議席 |
| PP                      | 41,441 | 56.82% | 17       |
| PSOE                    | 20,404 | 27.98% | 8        |
| IU-V-SIEX               | 5,245  | 7.19%  | 2        |
| UPyD                    | 2,603  | 3.57%  | 0        |
| ECOLO                   | 504    | 0.69%  | 0        |
| PUM+J                   | 491    | 0.67%  | 0        |
| PACMA/ZAAAA             | 284    | 0.39%  | 0        |
| その他                  | 436    | 0.60%  | 0        |

### 司法行政
バダホスはバダホス司法管轄区に属し、同管轄区の中心自治体である。

## 交通
レンフェのバダホス駅からは首都マドリードに対して特急列車が運行されている。将来的にはマドリードとポルトガルの首都リスボンを結ぶ高速鉄道網に組み込まれる予定である。
バダホス市街地の13 km東にはバダホス空港があり、バルセロナ＝エル・プラット空港やアドルフォ・スアレス・マドリード＝バラハス空港に対して定期便が運航されている。

## 教育
エストレマドゥーラ大学はバダホスキャンパスを有している。1968年11月4日にセビリア大学バダホスキャンパスとして設立され、その後エストレマドゥーラ大学のキャンパスとなった。

## スポーツ
サッカークラブのCDバダホスやADセロ・デ・レジェス、バスケットボールクラブのABパセンセが本拠地を置いている。

## 出身人物
- ペドロ・デ・アルバラード - 16世紀の探検家・コンキスタドール。
- ルイス・デ・モラーレス - 16世紀の画家。作品がバダホスのカテドラルに飾られている。
- マヌエル・デ・ゴドイ - 18-19世紀の政治家。
- クリストバル・オウドリード（英語版） - 19世紀のピアニスト・指揮者・作曲家。
- ロサ・モレナ - フラメンコ歌手。
- アデラルド・ロドリゲス - サッカー選手。スペイン代表。
- ワルド・ルビオ - サッカー選手。

## 姉妹都市・友好都市
- エルヴァス、ポルトガル
- サンタレン、ポルトガル
- ナザレ、ポルトガル
- グラナダ、ニカラグア
- ブルメナウ、ブラジル